# Corey Benjamin
Corey Dwight Benjamin (geb. 24. Februar 1978 in Compton, Kalifornien) ist ein ehemaliger US-amerikanischer Profi-Basketballspieler, der einige Jahre in der National Basketball Association (NBA) spielte. Nach seiner Zeit an der Fontana High School in Fontana, Kalifornien spielte Benjamin College-Basketball für die Oregon State University und wurde von den Chicago Bulls bei der NBA-Draft 1998 in der ersten Runde an 28. Stelle ausgewählt.

## NBA-Karriere
Die NBA-Saison 1998/99 startete aufgrund eines Lockouts erst im Februar 1999. Anstelle der üblichen 82 Spiele wurden in der Regular Season nur 50 Spiele ausgetragen. Auch das All-Star-Game fiel aus. Superstar Michael Jordan, wie Benjamin im Kader der Chicago Bulls, trat am 13. Januar 1999, wenige Wochen vor dem Ende des Lockouts, zurück. Benjamin verkündete daraufhin, er wäre in der Lage, die Basketballlegende Jordan in einem Spiel „1 on 1“ zu besiegen. Michael Jordan erschien daraufhin eines Tages unerwartet beim Training der Bulls im Berto Center und forderte Benjamin heraus. Nach seinem Sieg verabschiedete sich Jordan mit den Worten: „Don't call me out of retirement to do this shit again!“

Benjamin blieb drei Spielzeiten bei den Bulls, kam dort jedoch über die Rolle eines Ergänzungsspielers nie hinaus. Seine beste Phase erlebte er im Dezember 1999, als er in fast jedem seiner Spiele zweistellig punktete. Auch seinen Karrierehöchstwert erzielte Benjamin in jenem Monat: Am 30. Dezember 1999 konnte er bei der Niederlage seiner Chicago Bulls bei den Minnesota Timberwolves 21 Punkte beisteuern.
Am 18. September 2002 wurde er als Free Agent von den Orlando Magic unter Vertrag genommen; jedoch entließ man ihn am 6. Oktober direkt wieder, ohne dass er ein Pflichtspiel für diese Franchise bestritten hatte.
Während der NBA-Saison 2002/03 unterzeichnete er zwei 10-Tage-Verträge bei den Atlanta Hawks; den ersten am 22. Januar 2003. Zwischen seinen Engagements in Chicago und Atlanta spielte er kurzzeitig für Sutor Basket Montegranaro in Italien und für die Southern California Surf in der American Basketball Association sowie für die (North) Charleston Lowgators in der neugegründeten Entwicklungsliga National Basketball Development League (NBDL; heutige NBA G-League).

## Internationale Karriere
Benjamin verbrachte die letzten Jahre seiner Karriere im Ausland. Zur Saison 2003/04 wechselte er zunächst nach Frankreich in die Ligue Nationale de Basketball zum Team Élan Sportif Chalonnais, danach nach China zu den Xinjiang Flying Tigers (Saison 2004/05). 
Zur Saison 2005/06 schloss sich Benjamin dem Verein Guaros de Lara in Venezuela an, gefolgt von einem Gastspiel in der Baloncesto Superior Nacional (Puerto Rico) bei den Conquistadores de Guaynabo.
Benjamin kehrte dann nach Europa zurück, um in der Saison 2006/07 für Benfica Lissabon in Portugal zu spielen.
Die letzte Station seiner Karriere lag erneut in Asien, wo Benjamin für die Daegu Orions in der koreanischen Basketballliga spielte.

## Persönliches
Bei den Oregon State Beavers spielte Benjamin im gleichen Team wie sein älterer Bruder Sonny.

## Statistiken

### College
| Team                    | GP | FG % | 3P % | FT % | RPG | APG | PPG  |
| ----------------------- | -- | ---- | ---- | ---- | --- | --- | ---- |
| Oregon State University | 48 | .491 | .305 | .688 | 4,5 | 1,8 | 17,5 |

### NBA Regular Season
| Saison    | Team    | GP  | GS | MPG  | FG % | 3P % | FT % | RPG | APG | SPG | BPG | PPG |
| --------- | ------- | --- | -- | ---- | ---- | ---- | ---- | --- | --- | --- | --- | --- |
| 1998–99   | Chicago | 31  | 1  | 10,3 | .376 | .214 | .675 | 1,3 | 0,3 | 0,4 | 0,3 | 3,8 |
| 1999–2000 | Chicago | 48  | 10 | 18,0 | .414 | .348 | .598 | 1,8 | 1,1 | 0,6 | 0,5 | 7,7 |
| 2000–01   | Chicago | 65  | 5  | 13,2 | .381 | .259 | .675 | 1,5 | 1,1 | 0,4 | 0,2 | 4,7 |
| 2002–03   | Atlanta | 9   | 0  | 16,9 | .302 | .154 | .750 | 3,4 | 1,1 | 0,1 | 0,2 | 4,4 |
| Gesamt    |         | 153 | 16 | 14.3 | .390 | .289 | .652 | 1,7 | 0,9 | 0,5 | 0,3 | 5,5 |

### NBA G-League
| Saison  | Team                       | GP | GS | MPG  | FG % | 3P % | FT % | RPG | APG | SPG | BPG | PPG  |
| ------- | -------------------------- | -- | -- | ---- | ---- | ---- | ---- | --- | --- | --- | --- | ---- |
| 2002–03 | North Charleston Lowgators | 38 | 29 | 28,0 | .460 | .429 | .757 | 4,1 | 1,7 | 0,8 | 0,5 | 16,6 |

### Ligue Nationale de Basketball
| Saison  | Team                    | GP | MPG  | FG % | 3P % | FT % | RPG | APG | SPG | BPG | PPG  |
| ------- | ----------------------- | -- | ---- | ---- | ---- | ---- | --- | --- | --- | --- | ---- |
| 2003–04 | Élan Sportif Chalonnais | 32 | 25,7 | .427 | .297 | .835 | 4,4 | 1,4 | 1,1 | 0,5 | 12,1 |